# Jeita-Grotte
Die Jeita-Grotte (arabisch مغارة جعيتا, DMG Maġārat Ǧaʿītā) ist eine Tropfsteinhöhle im Libanon. Sie befindet sich etwa 20 km nördlich von Beirut im Tal des Nahr al-Kalb (Hundefluss). Die Höhle wurde bereits in prähistorischer Zeit besiedelt.

## Beschreibung
Die Gesamtlänge der Höhle beträgt 9000 m. Eine der größten Hallen misst 108 Meter von der Decke bis zum Fluss. Der heute für Touristen zugängliche Bereich teilt sich in die Obere und die Untere Galerie.
In der 600 m langen Oberen Galerie sind eine Vielzahl schillernder Tropfsteine, bizarre Felsformationen und steinerne Vorhänge zu sehen. Mit 8,2 Metern Länge findet sich hier auch einer der größten Tropfsteine der Welt.
In der Unteren Galerie fließt der Nahr al-Kalb. Insgesamt misst der unterirdische Flusslauf 6230 Meter. Die Höhle wurde durch diesen Fluss geschaffen. Dieser hat sich im Laufe der Zeit sein Bett in den Fels gegraben und dabei das Höhlensystem geschaffen. Die untere Galerie wurde zuerst touristisch erschlossen. Auf kleinen Booten ist es möglich, diesen Fluss und einen unterirdischen See zu befahren.
Unter deutscher Leitung wurde außerdem eine Gondelbahn von der österreichischen Firma Doppelmayr Seilbahnen GmbH gebaut, die vom Parkplatz zum Eingang der Oberen Galerie führt. Von der Oberen Galerie kann man die kurze Strecke mit einem kleinen Zug zur Unteren Galerie fahren.
Bei dem Online-Wettbewerb „New 7 Wonders of Nature“ (Neue 7 Wunder der Natur), an dem sich 440 Orte aus über 220 Ländern beteiligten, schaffte es die Jeita-Grotte im Jahr 2011 in die Runde der 28 Finalisten zu kommen.